# Contorno apparente

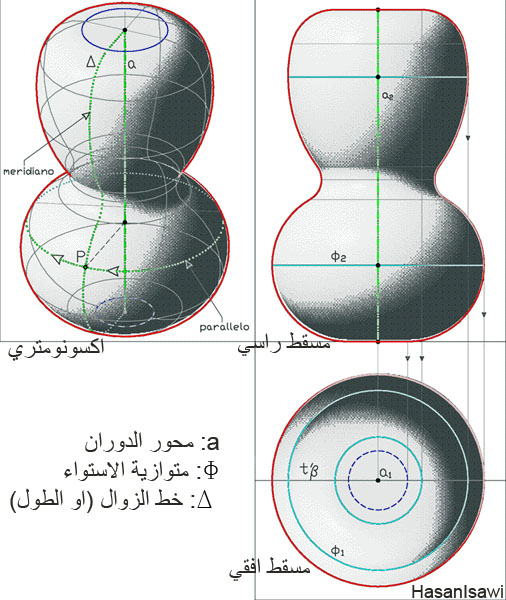
contorno apparente

In geometria descrittiva il contorno apparente di un oggetto è la proiezione su un piano del contorno di tale oggetto da un punto a distanza finita (come in prospettiva) o da un punto improprio, a distanza infinita (come in assonometria).
Tale proiezione appare come una linea continua i cui punti si ottengono come intersezione del quadro di proiezione con le rette proiettanti (passanti per il centro di proiezione) e tangenti l'oggetto. Nelle proiezioni centrali (prospettiva) tali linee sono convergenti in un punto posto a distanza finita (che può essere l'occhio dell`osservatore), invece nelle proiezioni parallele (o cilindriche) sono parallele tra loro.
Per esempio il contorno apparente di una sfera in prospettiva, è una conica (in particolare un'ellisse) ottenuta come la sezione del piano di proiezione con un cono che ha come asse la retta congiungente il centro della sfera con il punto di vista. La generatrice di tale cono può essere qualsiasi retta tangente la sfera.